# Résolution 1666 du Conseil de sécurité des Nations unies
Membres permanents
- Chine
- États-Unis
- France
- Royaume-Uni
- Russie

Membres non permanents
- Argentine
- Congo
- Danemark
- Ghana
- Grèce
- Japon
- Pérou
- Qatar
- Slovaquie
- Tanzanie

Résolution no 1665 Résolution no 1667
La résolution 1666 du Conseil de sécurité des Nations unies fut adoptée à l'unanimité le 31 mars 2006. Après avoir réaffirmé toutes les résolutions sur l'Abkhazie et la Géorgie, en particulier la résolution 1615 (de 2005), le Conseil a prorogé le mandat de la Mission d'observation des Nations unies en Géorgie (MONUG) jusqu'au 15 octobre , 2006.

## Résolution

### Observations
Le Conseil de sécurité a appuyé les efforts du Secrétaire général Kofi Annan, de son Représentant spécial, de la Russie et de l'Organisation pour la sécurité et la coopération en Europe (OSCE). Il a souligné l’importance de la coopération entre la MONUG et la force de maintien de la paix de la Communauté des États indépendants (CEI) en Géorgie.

### Contenu
La résolution réaffirmait l'attachement du Conseil à la souveraineté et à l'intégrité territoriale de la Géorgie à l'intérieur de ses frontières internationalement reconnues. En outre, il a réaffirmé la nécessité d'un règlement global fondé sur les principes contenus dans le "Document sur les principes fondamentaux de la répartition des compétences entre Tbilissi et Soukhoumi", appelant la Géorgie et l'Abkhazie à utiliser tous les mécanismes contenus dans les résolutions antérieures du Conseil de sécurité pour parvenir à un règlement pacifique. Le Conseil a soutenu les efforts des deux parties pour s'engager dans une coopération économique.
Le Conseil, s’adressant aux deux parties, a demandé instamment des accords concernant la non-violence et le retour des réfugiés et des personnes déplacées dans la région de Gali et les a toutes les deux invité à se tenir prêtes à une réunion de haut niveau. Les membres du Conseil ont demandé à la Géorgie de répondre aux préoccupations de sécurité de la partie abkhaze, tandis que la partie abkhaze se devait de répondre aux préoccupations en matière de sécurité et de droits de l'homme des réfugiés et des personnes déplacées dans la région de Gali.
Le texte de la résolution exhortait les deux parties à assurer la sécurité et la liberté de mouvement de la MONUG, de la force de la CEI et d’autres. Les efforts visant à mettre en œuvre la politique de tolérance zéro en matière d'exploitation sexuelle ont été bien accueillis et le mandat de la MONUG a été prorogé jusqu'au 15 octobre 2006. Le Secrétaire général était tenu de rendre compte régulièrement de la situation.